# Mikołaj Wiorogórski

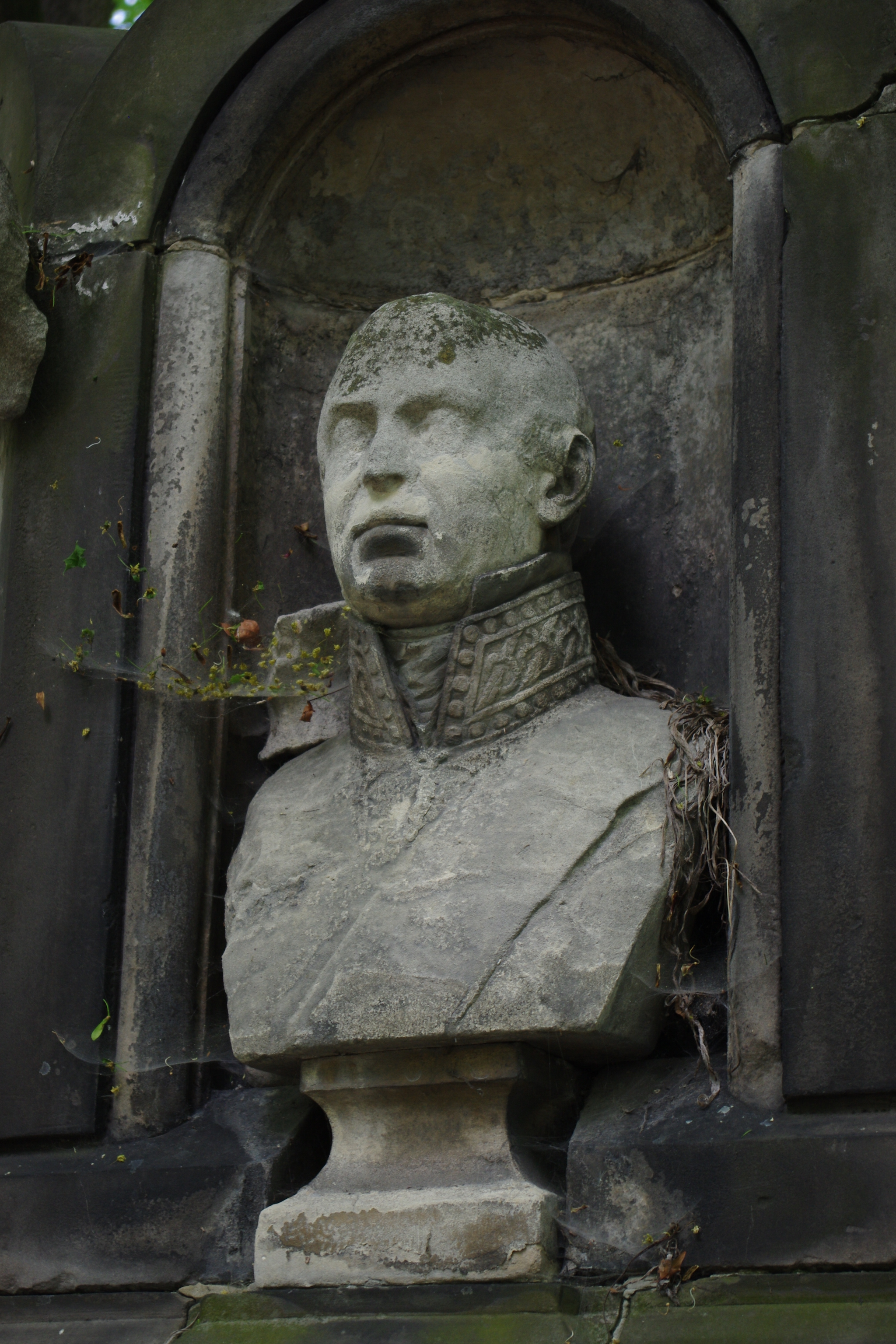
Grób radcy tajnego Mikołaja Wiorogórskiego na Starych Powązkach w Warszawie

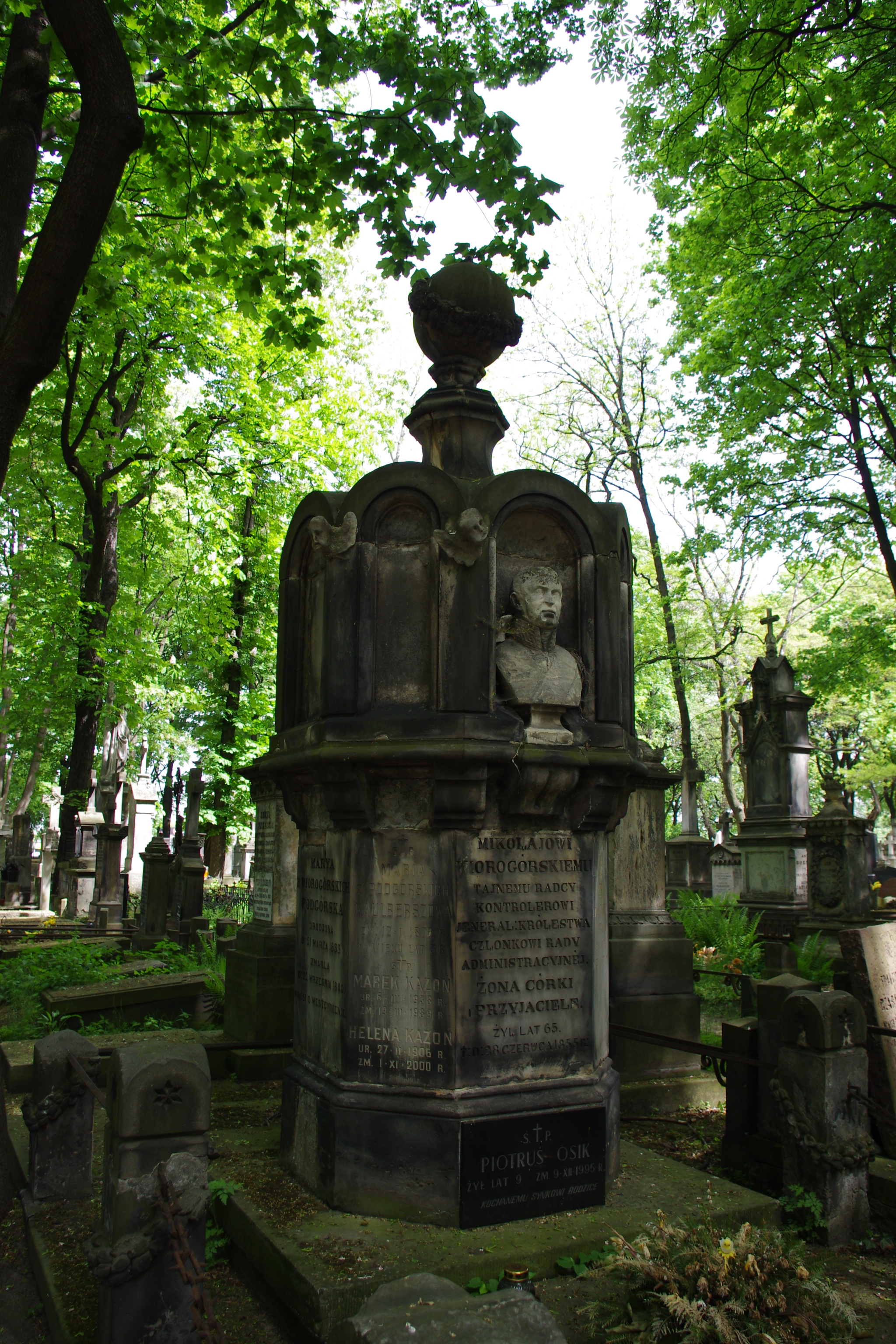
Grób radcy tajnego Mikołaja Wiorogórskiego na Starych Powązkach w Warszawie

Mikołaj Wiorogórski (ur. styczeń 1790, zm. 28 czerwca 1855 w Warszawie) – polski urzędnik epoki porozbiorowej, radca tajny, członek Rady Administracyjnej, kontroler generalny prezydujący w Najwyższej Izbie Obrachunkowej, prezes Komisji Umorzenia Długu Krajowego w 1849 roku, Prezes komitetu drogi żelaznej. Pierwszy Prezes kolei Warszawsko - Wiedeńskiej. Prezydent Wyższej Izby Rachunkowości, Członek Komisji Organizacji Królestwa Polskiego, Kawaler Wielkiego Krzyża orderu Świętego Stanisława I klasy, Kawaler Orderu Świętej Anny I klasy, orderem Świętego Włodzimierza IV klasy, odznaczony Odznaką Honoru.
15 września 1852 r., położył kamień węgielny pod budowę warsztatów kolei Warszawsko-Wiedeńskiej. Pochowany na Starych Powązkach w Warszawie (kwatera 158-6-29).